# Рудь Дмитро Сергійович
Дмитро́ Сергі́йович Ру́дь (23 січня 1998 — 16 травня 2018) — матрос Збройних сил України, учасник російсько-української війни.

## Життєпис
Народився 1998 року в Житомирі. Втратив батьків, хлопця виховували бабуся й дідусь. Відвідував гурток малювання, 9 років — недільну школу при Свято-Михайлівському кафедральному соборі. 2015 року закінчив житомирську спеціалізовану школу № 20.
1 липня 2016-го вступив на військову службу за контрактом; матрос, старший стрілець-санітар 1-го відділення 1-го взводу десантно-штурмової роти 503-го батальйону. Брав участь у бойових діях.
16 травня 2018 року загинув удень під час ворожого обстрілу з РПГ-7 позицій поблизу Талаківки.
18 травня 2018-го похований на Смолянському кладовищі Житомира.
Без Дмитра лишились бабуся Людмила Володимирівна, дідусь Дмитро Олексійович та сестра-двійнятко.

## Нагороди та вшанування
- Указом Президента України № 189/2018 від 27 червня 2018 року «за особисту мужність і самовіддані дії, виявлені у захисті державного суверенітету та територіальної цілісності України, зразкового виконання військового обов'язку» — нагороджений орденом «За мужність» III ступеня (посмертно)[1]
- 27 червня 2018 року в Житомирі провели турнір з дворового футболу імені Дмитра Рудя.